# Молочный переулок
Моло́чный переу́лок — короткая улица в центре Москвы в Хамовниках между Бутиковским и Коробейниковым переулками. Является частью так называемой «золотой мили», где, по версии британского издания Wealth-Bulletin, построена самая дорогостоящая недвижимость с ценой в 40 тысяч долларов США за квадратный метр.

## Происхождение названия
Название появилось в XIX веке, предположительно связано с некогда существовавшим здесь старинным молочным рынком.

## Описание
Молочный переулок начинается под острым углом от Бутиковского переулка, проходит на юго-запад, справа к нему примыкает 2-й Зачатьевский, выходит на Коробейников переулок. В основном занят элитными жилыми домами.

## Здания и сооружения
По нечётной стороне:
- № 1 — Жилой дом (2002, архитекторы Ю. Григорян, А. Павлова, П. Иванчиков, И. Кулешов, И. Скачков, Ю. Гунина)[1], примечательный своей остромодернистской архитектурой[2];
- № 5 — На этом месте стоял деревянный дом московского купца немецкого происхождения Зигфрида-Луи Львовича Таля, построенный в 1824 году (в 1901 году надстроен с изменением фасада архитектором П. П. Щекотовым). В 1959—1969 годах в доме жил и работал художник В. Е. Попков. Несмотря на охранный статус, в 2005 году дом снесли и на его месте выстроили новодел, на фасаде которого разместили снятую с подлинного особняка доску, сообщающую об охранном статусе здания[3].

По чётной стороне:
- № 6 — Жилой дом (2008 год, элитный жилой комплекс клубного типа, 8 квартир площадью 100—250 м2, инвестор — ОАО Юнионпромстрой), самый дорогой дом в Москве, где проживают Евгения Васильева и Анатолий Сердюков.[4][5]

## Молочный переулок в литературе
Действие рассказа писателя Игоря Андреева «Прожигатели жизни» разворачивается в Молочном переулке. Произведение было опубликовано в литературном журнале «Нева» (№ 1, 2019 г.).